# Батман (город)
Батма́н (тур. Batman, курд. Êlih) — район городского типа в Турции, административный центр ила Батман.
Город назван по имени реки Батман. Прежнее название города, используемое и по сей день курдами — Элих.
Железная дорога соединяет город со Стамбулом, в городе есть аэропорт.
Коренное население провинции — армяне и курды. Периодически здесь происходят стычки курдского населения с полицией. Кроме того, Батман — родина многих живущих в Германии курдов-езидов, бежавших туда из-за репрессивной политики Турции, направленной против национальных меньшинств.
До 1950-х годов Батман был небольшой деревней, ставшей городом с появлением здесь предприятий нефтяной промышленности, первых в Турции.
Из-за того, что написание названия города Батман совпадает с написанием имени популярного супергероя из комиксов DC Бэтмена на английском, городские власти в 2008 и 2012 годах намеревались подать в суд на создателей фильма «Тёмный рыцарь», вышедшего в 2008 году, а в 2016 году и на создателей фильма «Бэтмен: Начало», вышедшего на экраны в 2005 году. В обоих случаях поводом для иска становилось незаконное по мнению городских властей использование в этих фильмах названия города.